# 喬治·腓特烈 (拿騷-錫根)
喬治·腓特烈（荷蘭語：George Frederik，1606年2月23日—1674年4月5日），拿騷-錫根伯爵（1664年晉升為親王），1642年至1674年在位。
揚七世去世後，拿騷-錫根一分為三，由喬治·腓特烈的三個哥哥揚八世、威廉與約翰·毛里茨繼承。1642年威廉去世，約翰·毛里茨獲得其希爾興巴赫領地，並將自己原有的部分讓給喬治·腓特烈。